# Frans Hals
Frans Hals, nizozemski slikar, * 1580, Antwerpen, Španska Nizozemska (danes Belgija), † 26. avgust 1666, Haarlem, Nizozemska.
Frans Hals starejši je bil slikar nizozemske zlate dobe. Živel in delal je v Haarlemu, mestu, v katerem se je takratna lokalna oblast namrščila nad religioznim slikarstvom v bogoslužnih prostorih, meščani pa so svoje domove radi okrasili z umetninami. Hals je bil zelo iskan pri bogatih meščanskih naročnikih portretov posameznikov, zakonskih parov, družin in institucionalnih skupin. Slikal je tudi tronie za splošni trg.
V Haarlemu v 17. stoletju sta obstajali dve zelo različni šoli portretiranja: urejena (ki jo je na primer zastopal Verspronck); in ohlapnejša, bolj slikarski slog, v katerem je blestel Frans Hals. Za nekatera Halsova portretna dela je značilna umirjena paleta, ki odseva vljudno resne tone garderobe njegovih modnih strank. Nasprotno pa so osebnosti, ki jih slika, polne življenja, značilno s prijaznim bleskom v očeh ali bleskom nasmeha na ustnicah.

## Življenjepis
Hals se je rodil leta 1582 ali 1583 v Antwerpnu, takrat na španski Nizozemski, kot sin trgovca s tkaninami Franchoisa Fransza Halsa van Mechelena (okoli 1542–1610) in njegove druge žene Adriaentje van Geertenryck. Tako kot mnogi so tudi Halsovi starši med padcem Antwerpna (1584–1585) z juga pobegnili v Haarlem v novi nizozemski republiki na severu, kjer je živel do konca svojega življenja. Hals je študiral pri flamskem emigrantu Karlu van Manderju, čigar manieristični vpliv je v Halsovem delu komaj opazen.
Leta 1610 je Hals postal član haarlemskega ceha svetega Luke in začel služiti kot umetniški restavrator za mestni svet. Delal je na njihovi veliki umetniški zbirki, ki jo je Karel van Mander opisal v svoji knjigi Schilderboeck ('Slikarska knjiga'), izdani v Haarlemu leta 1604. Najpomembnejša dela so bila dela Geertgena tot Sint Jansa, Jana van Scorela in Jana Mostaerta, ki so visela v cerkvi sv. Janeza v Haarlemu. Obnovitvena dela je plačal občinski svet. Svet je zaplenil vso katoliško versko umetnost v Haarlemse Noon, čeprav formalno ni imel celotne zbirke do leta 1625, ko so se mestni očetje odločili, katere so primerne za mestno hišo. Preostala umetnina, ki je veljala za preveč rimskokatoliško, je bila prodana Cornelisu Claeszu van Wieringenu, sočlanu ceha, pod pogojem, da jo odnese iz Haarlema. V tem kulturnem kontekstu je Hals začel svojo kariero v portretiranju, saj je trg za verske teme izginil.
Najzgodnejši znani primer Halsove umetnosti je portret Jacobusa Zaffiusa (1611). Njegov 'preboj' je prišel s skupinskim portretom v naravni velikosti Banket častnikov čete milice sv. Jurija leta 1616. Njegov najbolj znan portretiranec je bil René Descartes, ki ga je naslikal leta 1649.
Frans Hals se je s svojo prvo ženo Anneke Harmensdochter poročil okoli leta 1610. Frans je bil katoliškega rodu, zato je bila njuna poroka zabeležena v mestni hiši in ne v cerkvi. Na žalost natančen datum ni znan, ker starejši poročni zapisi haarlemske mestne hiše pred letom 1688 niso ohranjeni. Anneke se je rodila 2. januarja 1590 kot hči belilca Harmena Dircksza in Pietertjeja Claesdra Ghijblanta, njen ded po materini strani, proizvajalec platna Claes Ghijblant iz Spaarne 42, pa je zakoncema zapustil grob v cerkvi Grote Kerk, kjer sta oba pokopana, čeprav je Frans preživel 40 let, da se je tam pridruži svoji prvi ženi. Anneke je umrla leta 1615, kmalu po rojstvu njunega tretjega otroka in od treh je Harmen preživel otroštvo, eden pa je umrl pred Halsovo drugo poroko. Kot je poudaril biograf Seymour Slive, so starejše zgodbe o Halsu, ki je zlorabljal svojo prvo ženo, zamenjali z drugim prebivalcem Haarlema z istim imenom. Dejansko v času teh obtožb umetnik ni imel žene, ki bi jo trpinčil, saj je Anneke umrla maja 1615. Podobno so zgodovinski opisi Halsove nagnjenosti k pijači večinoma temeljili na olepšanih anekdotah njegovih zgodnjih biografov, kot je Arnold Houbraken; ni neposrednih dokazov, da je Hals močno pil. Ko je umrla njegova prva žena, je Hals vzel mlado hčer prodajalca rib, da bi skrbela za njegove otroke, in se leta 1617 poročil z Lysbeth Reyniers. Poročila sta se v Spaarndamu, majhni vasici zunaj Haarlema, ker je bila že v osmem mesecu nosečnosti. Hals je bil predan oče in rodilo se jima je osem otrok.
Sodobniki, kot je Rembrandt, so selili svoja gospodinjstva glede na muhe svojih mecenov, toda Hals je ostal v Haarlemu in vztrajal, da njegove stranke pridejo k njemu. Glede na arhive v Haarlemu je schutterstuk, ki ga je Hals začel v Amsterdamu, dokončal Pieter Codde, ker je Hals zavrnil slikanje v Amsterdamu in vztrajal, da miličniki pridejo v Haarlem, da bi sedeli za svoje portrete. Zaradi tega smo lahko prepričani, da so bili vsi portretiranci iz Haarlema ali pa so bili v Haarlemu, ko so dali narediti svoje portrete.
Po Halsovem delu je bilo povpraševanje večji del njegovega življenja, vendar je živel tako dolgo, da je sčasoma kot slikar postal nemoden in se znašel v finančnih težavah. Poleg slikarstva je delal kot restavrator, trgovec z umetninami in davčni strokovnjak za umetnine za mestne svetnike. Njegovi upniki so ga večkrat tožili pred sodiščem in leta 1652 je prodal svoje imetje, da bi poravnal dolg pri peku. Popis zaseženega premoženja omenja le tri žimnice in vzglavnike, omaro, mizo in pet slik (ti so bili on sam, njegova sinova, van Mander in Maarten van Heemskerck). Ko je bil obubožan, mu je leta 1664 občina dodelila rento 200 florintov.
Nizozemci so se med osemdesetletno vojno borili za neodvisnost, Hals pa je bil član lokalnega schutterija, vojaškega ceha. V svojo sliko Častniki čete milice sv. Jurija leta 1639 je vključil avtoportret po okvirju slike iz 19. stoletja. (Tega ni bilo mogoče potrditi.) Ni bilo običajno, da bi bili naslikani navadni člani, saj je bil ta privilegij rezerviran za častnike. Hals je trikrat slikal skupino. Bil je tudi član lokalne retorične zbornice, leta 1644 pa je postal predsednik Ceha svetega Luke.
Frans Hals je umrl v Haarlemu leta 1666 in je bil pokopan v cerkvi Grote Kerk. Prejemal je mestno pokojnino, kar je bilo zelo nenavadno in znak spoštovanja, s katerim so ga častili. Po njegovi smrti je njegova vdova zaprosila za pomoč in bila sprejeta v lokalno ubožnico, kjer je pozneje umrla.

## Umetniška kariera
Hals je najbolj znan po svojih portretih, predvsem bogatih meščanov, kot sta Pieter van den Broecke in Isaac Massa, ki jih je naslikal trikrat. Naslikal je tudi velike skupinske portrete za lokalno civilno stražo in za regente lokalnih bolnišnic. Bil je nizozemski slikar zlate dobe, ki je izvajal intimni realizem z radikalno svobodnim pristopom. Njegove slike ponazarjajo različne sloje družbe: bankete ali srečanja častnikov, cehovcev, krajevnih svetnikov od županov do uradnikov, potujočih igralcev in pevcev, gospodov, ribičev in krčmarskih junakov. V svojih skupinskih portretih, kot je Banket častnikov civilne garde Calivermen, Haarlem iz leta 1627, Hals vsakega lika ujame na drugačen način. Obrazi niso idealizirani in so jasno razločljivi, njihova osebnost pa se razkriva v različnih položajih in obraznih izrazih.
Hals je oboževal dnevno svetlobo in srebrn lesk, za razliko od Rembrandta, ki je uporabljal učinke zlatega sijaja, ki so temeljili na umetnih kontrastih šibke svetlobe v neizmernem mraku. Hals je z redko intuicijo ujel trenutek v življenju svojih subjektov. Kar je narava prikazala v tistem trenutku, je temeljito poustvaril v občutljivi barvni lestvici in z mojstrstvom nad vsako obliko izražanja. Postal je tako spreten, da je natančen ton, svetlobo in senco ter modeliranje dosegel z nekaj izrazitimi in tekočimi potezami čopiča. Postal je priljubljen slikar portretov in ob posebnih priložnostih slikal bogataše Haarlema. Prejel je številna naročila za poročne portrete (mož je tradicionalno postavljen na levi, žena pa na desni). Njegov dvojni portret na novo poročenih Olikanov visi drug poleg drugega v muzeju Mauritshuisu, vendar je bilo veliko parov njegovih poročnih portretov od takrat ločenih in jih redko vidimo skupaj.

### Poročni portreti
Edini zapis o njegovem delu v prvem desetletju njegovega samostojnega delovanja je grafika Jana van de Veldeja, kopirana z izgubljenega portreta ministra Johannesa Bogardusa. Halsova zgodnja dela ga prikazujejo kot skrbnega risarja, ki je sposoben odličnega zaključka, a hkrati živahnega, kot sta Dva pojoča fanta z lutnjo in notno knjigo in Banket častnikov milice sv. Jurija (1616). Meso, ki ga je naslikal, je pastozno in zažgano, manj jasno, kot je postalo kasneje. Kasneje je postal učinkovitejši, pokazal je večjo svobodo rok in večji nadzor učinka.
V tem obdobju je naslikal celopostavni portret Madame van Beresteyn (Louvre) in celopostavni portret Willema van Heythuysena, ki pozira z mečem. Obe sliki sta enakovredni drugi Banket častnikov milice sv. Jurija (z različnimi portreti) in ista milica leta 1627 ter Banket častnikov milice svetega Hadrijana iz leta 1633. Podobna slika z letnico 1639 nakazuje nekaj študij Rembrandtovih mojstrovin, podoben vpliv pa je očiten na skupinskem portretu iz leta 1641, ki predstavlja regente ceha St. Elisabeth in na njegovem portretu Maria Voogt v Amsterdamu iz leta 1639.
Od leta 1620 do 1640 je naslikal veliko dvojnih portretov zakonskih parov na ločenih ploščah, moškega na levi plošči in njegove žene na desni plošči. Samo enkrat je Hals upodobil par na enem platnu: Par na vrtu: Poročni portret Isaaca Abrahamsza. Massa in Beatrix van der Laan, (ok. 1622, Rijksmuseum Amsterdam).
Njegov slog se je skozi življenje spreminjal. Živobarvne slike so postopoma zamenjali kosi, kjer je prevladovala predvsem črna barva. To je bilo verjetno bolj zaradi umirjene obleke njegovih protestantskih mecenov kot osebnih preferenc. Eden preprostih načinov za opazovanje te spremembe je, da si ogledate vse portrete, ki jih je skozi leta naslikal nagnjene čez naslonjalo stola:
- 1626
- 1631
- 1633
- 1635
- 1645
- 1645
- 1655
- 1665

### Portretist
Kasneje v njegovem življenju so njegove poteze s čopičem postale bolj ohlapne, drobne podrobnosti so postale manj pomembne od celotnega vtisa. Njegova prejšnja dela so izžarevala veselje in živahnost, poznejši portreti pa so poudarjali postavo in dostojanstvo portretirancev. Ta strogost je prikazana v Regenti bolnišnice St Elizabeth leta 1641 in, dve desetletji kasneje, Regenti in regentese ubožnice za starce (ok. 1664), ki sta barvni mojstrovini, čeprav v bistvu le enobarvni. Omejena paleta je še posebej opazna v telesnih odtenkih, ki so iz leta v leto postajali bolj sivi, dokler niso končno sence pobarvane v skoraj absolutno črno, kot pri 'Tymanu Oosdorpu.
Ta težnja sovpada z obdobjem, ko je Hals pridobil manj naročil od bogatih in nekateri zgodovinarji menijo, da je bil razlog za njegovo nagnjenost k črno-belemu pigmentu nizka cena teh barv v primerjavi z dragimi barvami modre in karmin. Verjetno pa sta obe ugotovitvi pravilni, saj Hals za razliko od svojih sodobnikov ni potoval k svojim portretirancem, ampak je zahteval, da pridejo k njemu. To je bilo dobro za posel, ker je bil izjemno hiter in učinkovit v lastnem dobro opremljenem studiu, vendar je bilo za posel slabo, ko je Haarlem zašel v težke čase.
Kot portretist je Hals komajda imel psihološki vpogled Rembrandta ali Velázqueza, čeprav v nekaj delih, kot so Admiral de Ruyter, Jacob Olycan in slike Alberta van der Meerja, razkrije iskajočo analizo značaja, ki ima malo skupnega s trenutnim izrazom njegovih karakternih portretov. V teh na splošno postavi na platno bežen vidik različnih stopenj veseljačenja, od subtilnega, napol ironičnega nasmeha, ki drhti okoli ustnic nenavadno napačno imenovanega Smejočega kavalirja, do nasmeška Malle Babbe. V to skupino slik sodijo Lutnjar, Ciganka in Smejoči se ribič, podobno tendenco pa kažeta Poročni portret Isaaca Masse in Beatrix van der Laen ter nekoliko zmedena skupina Družine Beresteyn v Louvru. Precej manj razpršena kot ta Beresteynova skupina in v vsakem pogledu eden najbolj mojstrskih Halsovih dosežkov je skupina Slikar in njegova družina, ki je bila skoraj neznana, dokler se ni pojavila na zimski razstavi v Kraljevi akademiji leta 1906.
Po katalogu raisonné Fransa Halsa iz leta 1974 je Halsu mogoče pripisati 222 znanih slik. Ta seznam je sestavil Seymour Slive v letih 1970–1974, ki je prav tako napisal razstavni katalog leta 1989 in izdelal posodobitev svojega catalogue raisonné dela leta 2014. Leta 1989 se Claus Grimm, druga avtoriteta o Halsu, ni strinjal s Sliveom in objavil krajši œuvre 145 slik v njegovem Frans Hals. Das Gesamtwerk.
Ni znano ali je Hals kdaj slikal pokrajine, tihožitja ali pripovedi, vendar je malo verjetno. Njegov prvenec za haarlemsko družbo leta 1616 s svojim velikim skupinskim portretom za milico svetega Jurija prikazuje vse tri discipline, a če je bila ta slika njegova reklama za prihodnja naročila, se zdi, da je bil pozneje najet samo za portrete. Številni umetniki v 17. stoletju na Nizozemskem so se odločili za specializacijo, Hals pa se zdi tudi čisti specialist za portrete.

## Tehnika slikanja
Hals je bil mojster tehnike, ki je uporabljala nekaj, kar je prej veljalo za napako pri slikanju, vidno potezo s čopičem. Mehke vijugaste linije Halsovega čopiča so vedno jasne na površini: »material samo leži tam, ravno, medtem ko pričara snov in prostor v očesu«. Na ta način je bil njegov slog podoben Édouardu Manetu; pravzaprav je pisec Raymond Cogniat Halsa opisal kot »Manet svojega časa«. Živahna in vznemirljiva tehnika je lahko videti »navidezno klavrna« – ljudje pogosto mislijo, da je Hals »vrgel svoja dela v enem zamahu« (aus einem Guss) na platno. Ta vtis ni pravilen. Hals je sicer občasno slikal brez podrisov (alla prima), vendar je večina del nastala v zaporednih plasteh, kot je bilo takrat običajno. Včasih je bila risba narejena s kredo ali barvo na vrhu sive ali rožnate podlanke, nato pa je bila bolj ali manj zapolnjena, po stopnjah. Zdi se, da je Hals običajno zelo ohlapno nanašal podrisbo: bil je virtuoz že od začetka. To velja seveda predvsem za njegova žanrska dela in njegova nekoliko kasnejša, zrela dela. Hals je pokazal izjemno drznost, velik pogum in virtuoznost ter imel veliko sposobnost, da je roke umaknil s platna ali plošče v trenutku najbolj zgovorne izjave. Ni jih »naslikal do smrti«, kot so to storili mnogi njegovi sodobniki, v njihovi veliki natančnosti in marljivosti, ne glede na to, ali so zahtevale stranke ali ne.
V 17. stoletju je njegov prvi biograf Schrevelius zapisal o Halsovih slikarskih metodah: »Nenavaden način slikanja, popolnoma njegov, ki presega skoraj vse. Sicer shematsko slikanje ni bila Halsova lastna zamisel (pristop je obstajal že v Italiji 16. stoletja), Hals pa se je pri slikarski metodi verjetno zgledoval pri flamskih sodobnikih, Rubensu in Van Dycku. Theodorus Schrevelius, prebivalec Haarlema, je bil presenečen nad vitalnostjo Halsovih portretov, ki so odsevali »tako moč in življenje«, da se zdi, da slikar »s svojim čopičem izziva naravo«.

## Vpliv
Frans je vplival na svojega brata Dircka Halsa (rojen v Haarlemu, 1591–1656), ki je bil prav tako slikar. Poleg tega je pet njegovih sinov postalo slikarjev:
- Harmen Hals (1611–1669)
- Frans Hals the Younger (1618–1669)
- Jan Hals (1620–1654)
- Reynier Hals (1627–1672)
- Nicolaes Hals (1628–1686)

Čeprav je večina njegovih sinov postala portretistov, so se nekateri med njimi lotili slikanja tihožitij ali arhitekturnih študij in krajin.
Hals je imel veliko delavnico v Haarlemu in veliko študentov, čeprav so biografi iz 19. stoletja dvomili o nekaterih njegovih učencih, saj so bili njihovi slikarski slogi tako drugačni od Halsovih.
V 19. stoletju je njegova tehnika vplivala na delo impresionistov in realistov, kot so Claude Monet, Édouard Manet, Charles-François Daubigny, Max Liebermann, James McNeill Whistler, Gustave Courbet in na Nizozemskem Jacobus van Looy in Isaac Israëls. Lovis Corinth je imenoval Halsa za svoj največji vpliv.
Postimpresionistični umetnik Vincent van Gogh je pisal svojemu bratu Theu: »Kakšno veselje je videti Fransa Halsa, kako drugačen je od slik – toliko jih je –, kjer je vse skrbno zglajeno na enak način«. Hals se je odločil, da svojemu slikarstvu ne bo dal gladkega zaključka, kot je to storila večina njegovih sodobnikov, ampak je posnemal vitalnost svoje teme z uporabo madežev, črt, lis, velikih barvnih lis in skoraj nobenih podrobnosti.

## Zapuščina
Encyclopædia Britannica iz leta 1911 ima članek o Fransu Halsu, ki ga je napisal P.G.K., ki ugotavlja: Halsov ugled je po njegovi smrti upadel in dve stoletji je bil tako slabo cenjen, da so bile nekatere njegove slike, ki so zdaj med najbolj ponosnimi lastninami javnih galerij, na dražbi prodane za nekaj funtov ali celo šilingov. Portret Johannesa Acroniusa je na prodaji v Enschedeju leta 1786 dosegel pet šilingov. Portret Willema van Heythuysena v Stari pinakoteki je bil leta 1800 prodan za 4,5 funtov.
Kljub temu pa Halsova umetnost v času med njegovo smrtjo leta 1666 in 1860-timi ni ostala povsem necenjena. Arnold Houbraken je v svojem delu Groote Schouburgh (1718–1721) zapisal Halsovo življenje in pohvalil njegov slog ter dodal, da figure na enem od velikih skupinskih portretov: ... zoo kragtig en natuurlyk geschildert zyn, dat zy de aanschouwers schynen te willen aanspreken (»... so naslikane tako močno in naravno, da se zdi, kot da se želijo pogovarjati z nami«). Med nizozemskimi umetniki, za katere je znano, da so občudovali Halsa dovolj, da so delali kopije njegovih slik, sta Cornelis van Noorde (1731–1795) in Wybrand Hendricks (1744–1831). Cesarica Katarina Velika (vladala 1762–1796) je za svojo zbirko pridobila deset Halsovih del. Jean-Honoré Fragonard (1732–1806) je obiskal Staro pinakoteko, da bi kopiral Halsovo delo, Halsov vpliv pa je očiten v Fragonardovih portretih de fantaisie. Antoine Watteau (1684–1721) je delal študijske skice po Halsu. Na Kraljevi akademiji v Londonu je Joshua Reynolds (1723–1792) leta 1774 predaval o Halsu in hvalil njegovo ravnanje z obrazi in posledično izjemno individualnost njegovih portretov. Reynolds je bil manj navdušen nad Halsovim značilnim ohlapnim zaključkom, za katerega je menil, da je izdal nepotrpežljivost. Kasneje je leta 1781 Reynolds obiskal Halsovo zbirko takrat v mestni hiši Haarlem (zdaj v muzeju Fransa Halsa) in kmalu zatem kupil dve Halsovi deli. Reynoldsov biograf James Northcote (1736–1831), ki je bil njegov kolega portretist, je pripomnil, da bi Hals lahko ujel ptico med letom in jo ujel tako rekoč iz življenja – nekaj, česar Tizian po njegovem mnenju ne bi bil sposoben.
Od sredine 1860-ih se je njegov ugled ponovno povečal zahvaljujoč prizadevanjem kritika Théophila Thoré-Bürgerja. Z njegovo rehabilitacijo v javnosti je prišlo do ogromnega dviga vrednosti in na prodaji v Secretanu leta 1889 je bil portret Pietra van den Broeckeja ponujen do 4420 frankov, medtem ko je Narodna galerija leta 1908 plačala 25.000 funtov za veliko družinsko skupino iz zbirke Lorda Talbota de Malahide.
Halsovo delo ostaja občudovano, zlasti pri mladih slikarjih, ki lahko iz njegovih neprikritih potez čopiča najdejo veliko lekcij o praktičnih tehnikah. Halsova dela so našla pot v nešteta mesta po vsem svetu in v muzejske zbirke. Od poznega 19. stoletja so jih zbirali povsod - od Antwerpna do Toronta in od Londona do New Yorka. Veliko njegovih slik je bilo nato prodanih ameriškim zbirateljem.
Več njegovih najpomembnejših del je v lasti mestnega sveta Haarlema. Zdaj so v muzeju Fransa Halsa v Groot Heiliglandu v Haarlemu. Pred letom 1913 so visele v Mestni hiši, kamor so jih hodili gledat impresionisti.
Krater Hals na Merkurju je poimenovan v njegovo čast.
Hals je bil upodobljen na nizozemskem bankovcu za 10 guldnov iz leta 1968.
Banket častnikov čete milice sv. Jurija leta 1616 se pojavi na steni restavracije v filmu Petra Greenawaya iz leta 1989 The Cook, the Thief, His Wife & Her Lover.